# Dominic Noël
Pour les articles homonymes, voir Noël (homonymie).
Dominic Noël (né le 4 janvier 1981 à Lamèque, dans la province du Nouveau-Brunswick) est un joueur professionnel canadien de hockey sur glace.

## Carrière de joueur
Lors de la saison 1998-1999, il commence sa carrière dans la Ligue de hockey junior majeur du Québec avec les Wildcats de Moncton. Il évolue ensuite avec les Screaming Eagles du Cap-Breton, puis entre 2002 et 2005, il joue avec les Tigers de l'Université Dalhousie au hockey universitaire canadien.
En 2005, il commence sa carrière professionnelle, alors qu'il joue avec les Americans de Rochester de la Ligue américaine de hockey, puis avec les Ice Pilots de Pensacola et les Bombers de Dayton de l'East Coast Hockey League.
Après une saison avec le Rage de Rocky Mountain de la Ligue centrale de hockey, il évolue entre 2007 et 2009 en France, avec les Diables noirs de Tours de la Ligue Magnus.
En 2009-2010, il fait des passages avec le Lørenskog IK de la GET ligaen, puis avec le Hudiksvalls HC de la Division 1 (Suède) et finalement avec les Acadiens du Grand Caraquet de la Ligue de Hockey Senior de la Côte-Nord (Nouveau-Brunswick).
Il passe ensuite une saison en Écosse avec le Braehead Clan de l'Elite Ice Hockey League, puis le 5 juillet 2011, il signe un contrat avec les 3L de Rivière-du-Loup de la Ligue nord-américaine de hockey.
Le 17 juillet 2012, il signe une prolongation de contrat avec l'équipe.
Le 9 novembre 2012, il signe un contrat avec la formation Au P'tit Mousse de Lamèque de la Ligue de hockey sénior Nord-Est.

## Statistiques
| Saison    | Équipe                           | Ligue         |    | Saison régulière | Saison régulière | Saison régulière | Saison régulière | Saison régulière |    | Séries éliminatoires | Séries éliminatoires | Séries éliminatoires | Séries éliminatoires | Séries éliminatoires |
| Saison    | Équipe                           | Ligue         | PJ | B                | A                | Pts              | Pun              | PJ               | B  | A                    | Pts                  | Pun                  |                      |                      |
| 1998-1999 | Wildcats de Moncton              | LHJMQ         | 51 | 3                | 7                | 10               | 12               | 4                | 1  | 0                    | 1                    | 0                    |                      |                      |
| 1999-2000 | Wildcats de Moncton              | LHJMQ         | 24 | 5                | 3                | 8                | 37               | -                | -  | -                    | -                    | -                    |                      |                      |
| 1999-2000 | Screaming Eagles du Cap-Breton   | LHJMQ         | 43 | 12               | 24               | 36               | 40               | 4                | 0  | 1                    | 1                    | 0                    |                      |                      |
| 2000-2001 | Screaming Eagles du Cap-Breton   | LHJMQ         | 72 | 38               | 46               | 84               | 38               | 12               | 9  | 6                    | 15                   | 22                   |                      |                      |
| 2001-2002 | Screaming Eagles du Cap-Breton   | LHJMQ         | 67 | 42               | 63               | 105              | 45               | 16               | 15 | 8                    | 23                   | 16                   |                      |                      |
| 2002-2003 | Tigers de l'Université Dalhousie | SIC           | 28 | 15               | 14               | 29               | 16               |                  |    |                      |                      |                      |                      |                      |
| 2003-2004 | Tigers de l'Université Dalhousie | SIC           | 28 | 16               | 21               | 37               | 34               | 8                | 1  | 4                    | 5                    | 6                    |                      |                      |
| 2004-2005 | Tigers de l'Université Dalhousie | SIC           | 24 | 10               | 10               | 20               | 22               | -                | -  | -                    | -                    | -                    |                      |                      |
| 2005-2006 | Ice Pilots de Pensacola          | ECHL          | 10 | 1                | 1                | 2                | 2                | -                | -  | -                    | -                    | -                    |                      |                      |
| 2005-2006 | Bombers de Dayton                | ECHL          | 48 | 12               | 16               | 28               | 22               | -                | -  | -                    | -                    | -                    |                      |                      |
| 2005-2006 | Americans de Rochester           | LAH           | 5  | 0                | 1                | 1                | 4                | -                | -  | -                    | -                    | -                    |                      |                      |
| 2006-2007 | Rage de Rocky Mountain           | LCH           | 55 | 15               | 19               | 34               | 26               | -                | -  | -                    | -                    | -                    |                      |                      |
| 2007-2008 | Diables noirs de Tours           | Ligue Magnus  | 22 | 6                | 17               | 23               | 18               | 5                | 1  | 0                    | 1                    | 4                    |                      |                      |
| 2008-2009 | Diables noirs de Tours           | Ligue Magnus  | 11 | 2                | 5                | 7                | 6                | 2                | 1  | 1                    | 2                    | 0                    |                      |                      |
| 2009-2010 | Lørenskog IK                     | GET ligaen    | 18 | 6                | 8                | 14               | 16               | -                | -  | -                    | -                    | -                    |                      |                      |
| 2009-2010 | Hudiksvalls HC                   | Division 1    | 14 | 8                | 6                | 14               | 2                | -                | -  | -                    | -                    | -                    |                      |                      |
| 2009-2010 | Acadiens du Grand Caraquet       | LHSCN[Quoi ?] | 6  | 6                | 7                | 13               | 2                | 1                | 0  | 0                    | 0                    | 0                    |                      |                      |
| 2010-2011 | Braehead Clan                    | EIHL          | 42 | 24               | 23               | 47               | 22               | 2                | 0  | 0                    | 0                    | 9                    |                      |                      |
| 2011-2012 | 3L de Rivière-du-Loup            | LNAH          | 45 | 15               | 29               | 44               | 12               | -                | -  | -                    | -                    | -                    |                      |                      |
| 2012-2013 | 3L de Rivière-du-Loup            | LNAH          | 6  | 3                | 4                | 7                | 2                | -                | -  | -                    | -                    | -                    |                      |                      |
| 2012-2013 | Au P'tit Mousse de Lamèque       | LHSNE         | 20 | 23               | 27               | 50               | 20               | 6                | 4  | 8                    | 12                   | 2                    |                      |                      |
| 2013-2014 | Au P'tit Mousse de Lamèque       | LHSNE         | 23 | 28               | 48               | 76               | 10               | 12               | 7  | 14                   | 21                   | 0                    |                      |                      |
| 2014-2015 | Au P'tit Mousse de Lamèque       | LHSNE         | 11 | 11               | 20               | 31               | 2                | -                | -  | -                    | -                    | -                    |                      |                      |

## Trophées et honneurs personnels
Ligue de hockey sénior Nord-Est
- 2013-2014 : remporte le championnat des séries avec Au P'tit Mousse de Lamèque.